# 沖縄県道34号宜野湾西原線
沖縄県道34号宜野湾西原線（おきなわけんどう34ごう ぎのわんにしはらせん）は沖縄県宜野湾市大謝名と中頭郡西原町字内間とを結ぶ一般県道。

## 概要

### 区間
- 起点：宜野湾市大謝名（国道58号、大謝名交差点）
- 終点：中頭郡西原町字内間（国道329号、内間交差点）
- 総延長：9.4km
- 実延長：8.63km

### 通過自治体
- 宜野湾市－中頭郡西原町

### 交差する路線
- 国道58号（起点）
- 沖縄県道251号那覇宜野湾線（宜野湾市大謝名）
- 沖縄県道241号宜野湾南風原線（宜野湾市真栄原交差点）
- 国道330号（宜野湾市我如古交差点）
- 沖縄自動車道（西原町森川・通過のみ）
- 沖縄県道29号那覇北中城線（西原町上原交差点-現道、西原町棚原-旧道）
- 国道329号（終点）
- 国道331号（終点・国道329号と重複）

### 主要施設
- 宜野湾市民図書館（宜野湾市我如古）
- 独立行政法人国立病院機構沖縄病院（同）
- 交通裁判所（同）
- 琉球大学（西原町千原・中城村南上原）

かつてあった主要施設
- 琉球大学病院（1984年～2024年に西原町上原にあったが、2025年1月に宜野湾市へ移転）

### 路線バス
大謝名 - 我如古間は那覇バスターミナルから宜野湾市内の国道330号を経由して沖縄市・うるま市方面ゆきの路線が主に通っており、本数はかなり多い。一方我如古以東は125番の中城経由の平日1日1本のみで、上原より東は通っていない（2015年に上原 - 内間間で運行していた馬天琉大泡瀬線が廃止）。
宜野湾市大謝名 - 我如古間を通る路線
- 24番・那覇大謝名線（琉球バス交通）
- 27番・屋慶名（大謝名）線（沖縄バス）
- 52番・与勝線（沖縄バス）
- 61番・前原線（沖縄バス）
- 80番・与那城線（沖縄バス）
- 92番・那覇〜イオンモール線（沖縄バス）
- 227番・屋慶名おもろまち線（沖縄バス）

宜野湾市大謝名 - 真栄原間を通る路線
- 110番・長田具志川線（琉球バス交通）

宜野湾市真栄原 - 我如古間を通る路線
- 21番・新都心具志川線（琉球バス交通）
- 25番・那覇普天間線（那覇バス）
- 88番・宜野湾線（琉球バス交通）
- 90番・知花（バイパス）線（琉球バス交通）
- 125番・普天間空港線（那覇バス）　中城経由は我如古 - 西原町上原間も通る
- 190番・知花空港線（琉球バス交通）

## 歴史
- 1953年（昭和28年）に宜野湾村（現宜野湾市）大謝名 - 真栄原間が琉球政府道34号線（のちに軍営繕道区間に指定）、同村我如古 - 西原村（現西原町）棚原間が琉球政府道我如古棚原線としてそれぞれ指定。当時は別路線でかつ西原側の終点は棚原だった。ちなみに真栄原 - 我如古間は琉球政府道5号線だった。
- 1965年（昭和40年）に政府道我如古棚原線が34号線に編入され、宜野湾市大謝名 - 西原村棚原となる（真栄原 - 我如古は5号線と重複）。
- 1972年（昭和47年）の本土復帰と同時に琉球政府道34号線が県道34号線となる（真栄原 - 我如古は国道330号となる）。
- 大謝名 - 真栄原間は比較的整備されていたが、我如古以東は1981年（昭和56年）に琉球大学が現在地に移転されるまで道路状況がよくなかった。本格的に整備されるようになったのはその後からで、従来とは別ルートで整備され、終点も西原町棚原から東海岸の内間に変更された。1985年（昭和60年）に路線名が「宜野湾西原線」に変更された。
- 1990年代には国道330号の本線が西原バイパスに移したのに伴い、真栄原交差点 - 我如古交差点間の旧道が県道に降格されこの路線となった。1994年（平成6年）には西原町上原 - 内間（終点）が開通した。この区間は高低差が大きく急勾配である。